# TT174
| I1 · t · Z2 | Aa1 · t | Y1 · Z2 |

| I1 · t · Z2 | Aa1 · t | Y1 · Z2 |

TT174 (Theban Tomb 174) è la sigla che identifica una delle Tombe dei Nobili ubicate nell’area della cosiddetta Necropoli Tebana, sulla sponda occidentale del Nilo dinanzi alla città di Luxor, in Egitto. Destinata a sepolture di nobili e funzionari connessi alle case regnanti, specie del Nuovo Regno, l'area venne sfruttata, come necropoli, fin dall'Antico Regno e, successivamente, sino al periodo Saitico (con la XXVI dinastia) e Tolemaico.

## Titolare
TT174 era la tomba di:
| Titolare | Titolo                     | Necropoli | Dinastia/Periodo | Note                                                                                |
| -------- | -------------------------- | --------- | ---------------- | ----------------------------------------------------------------------------------- |
| Ashakhet | Prete alla presenza di Mut | El-Khokha | XIX dinastia     | casa di Ahmed Mohammed Hasan; a nord-ovest e a breve distanza dalla casa dell'Omdeh |

## Biografia
Uniche notizie ricavabili, il nome della moglie, Tazabu, e quello di un figlio, Pakhihet.

## La tomba
La TT174, non ispezionabile nella sua totalità, si presenta secondo lo schema a "T" capovolta tipico delle sepolture di questo periodo. Gli interni sono pesantemente danneggiati ed è ancora leggibile una sola scena parietale relativa a un banchetto con il figlio Pakhihet, titolare della TT187, con altri fratelli e parenti, in offertorio al defunto e alla madre. In un altro registro ancora visibile, il defunto e il figlio dinanzi a Osiride.

### Annotazioni
1. ↑  La prima numerazione delle tombe, dalla numero 1 alla 253, risale al 1913 con l’edizione del "Topographical Catalogue of the Private Tombs of Thebes" di Alan Gardiner e Arthur Weigall. Le tombe erano numerate in ordine di scoperta e non geografico; ugualmente in ordine cronologico di scoperta sono le tombe dalla 253 in poi.
2. ↑  I campi della Duat, ovvero l'aldilà egizio, si trovavano, secondo le credenze, proprio sulla riva occidentale del grande fiume.
3. ↑  Nella sua epoca di utilizzo, l'area era nota come "Quella di fronte al suo Signore" (con riferimento alla riva orientale, dove si trovavano le strutture dei Palazzi di residenza dei re e i templi dei principali dei) o, più semplicemente, "Occidente di Tebe".
4. ↑  le Tombe dei Nobili, benché raggruppate in un'unica area, sono di fatto distribuite su più necropoli distinte.
5. ↑  Le note, sovente di inquadramento topografico della tomba, sono tratte dal "Topographical Catalogue" di Gardiner e Weigall, ed. 1913 e fanno perciò riferimento alla situazione dell'epoca.
6. ↑  Fino a tempi molto recenti, alcune delle tombe vennero adibite ad abitazioni o a pertinenze di abitazioni, come stalle, cantine, depositi e magazzini. Tale impiego, protrattosi per millenni, come è intuibile, ha ulteriormente favorito il danneggiamento di già precarie rappresentazioni parietali o, in taluni casi, ha addirittura causato la perdita o la demolizione di pareti o colonne, o pilastri. I riferimenti di Gardiner e Weigall ad abitazioni private debbono perciò essere intese in tal senso e fanno riferimento, come è ovvio, agli anni in cui le rilevazioni ebbero luogo considerando che la pubblicazione del "Topographical Catalogue" risale al 1913.
7. ↑  Con il termine omdeh si indica, in Egitto, il capo-villaggio.

### Fonti
1. 1 2  Porter e Moss 1927,  p. 281.
2. ↑  Gardiner e Weigall 1913.
3. ↑  Donadoni 1999,  p. 115.
4. 1 2  Porter e Moss 1927, p. 281.
5. ↑  Gardiner e Weigall 1913, pp. 32-33.
6. ↑  Gardiner e Weigall 1913, p. 33.
7. ↑  Porter e Moss 1927, p. 281.